# Giacomo Durazzo (conte)
Il conte Giacomo Durazzo (Genova, 27 aprile 1717 – Venezia, 15 ottobre 1794) è stato un diplomatico, al servizio della Repubblica di Genova,  ed uomo di teatro italiano.

## Biografia

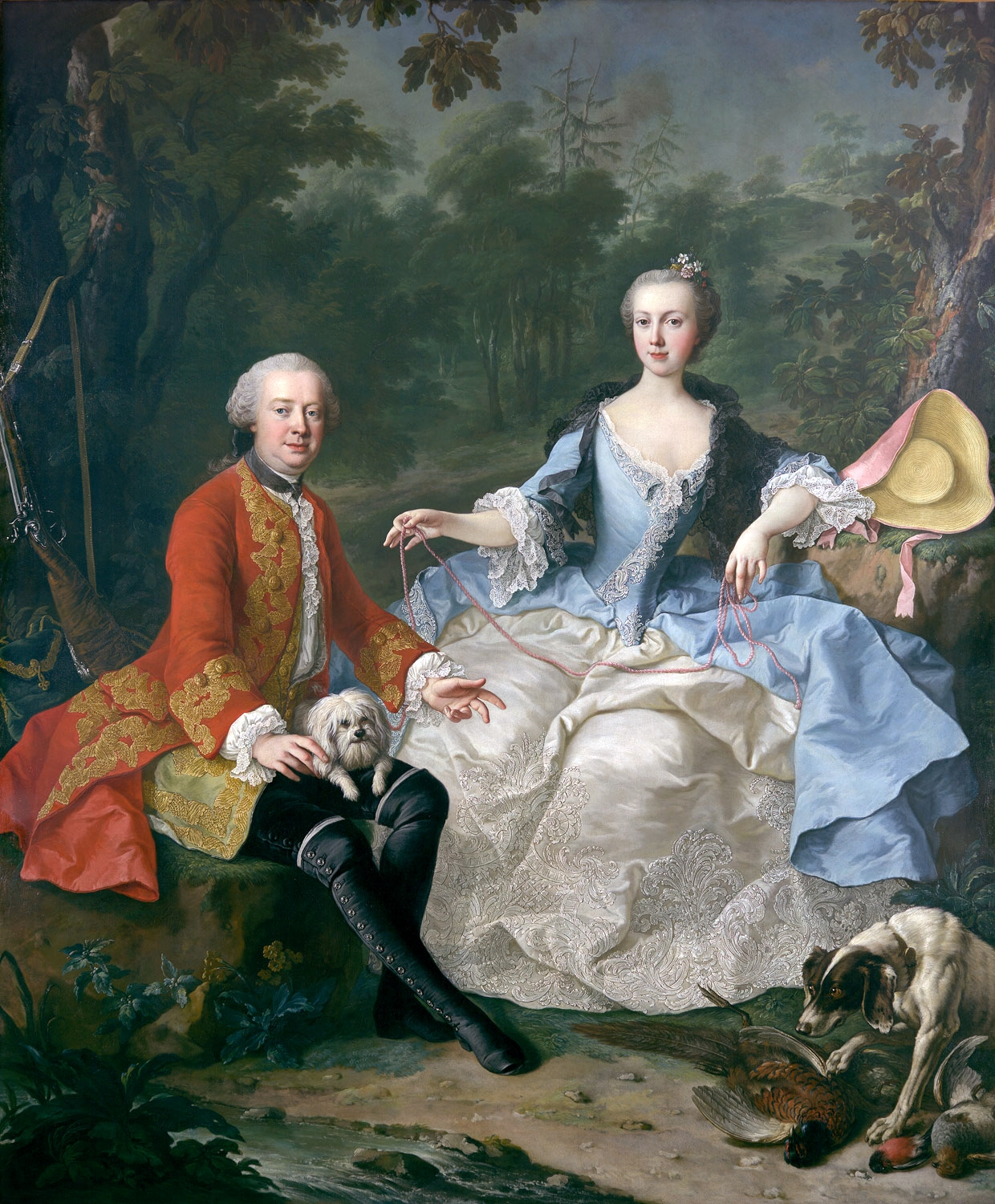
Il Conte Giacomo Durazzo ritratto con sua moglie, Ernestina von Weissenwolff, da Martin van Meytens (1762)

Giacomo Durazzo appartiene ad un'aristocratica famiglia che ha dato a Genova 9 dogi. Doge è anche suo fratello, il celebre Marcellino Durazzo, proprietario del palazzo in strada Balbi oggi divenuto Museo di Palazzo Reale. Durazzo giunge a Vienna nel 1749 in qualità di inviato straordinario della repubblica di Genova. Nei migliori ambienti della capitale viene rapidamente apprezzato per la sua cultura, e per la competenza in campo teatrale (la famiglia a cui appartiene il diplomatico era fra l'altro proprietaria dei principali teatri di Genova, tra cui il Falcone, sala all'interno del Palazzo di famiglia), in particolare dall'imperatrice Maria Teresa e dal potente cancelliere di Stato Wenzel Anton von Kaunitz-Rietberg. Nel 1752 lascia l'incarico diplomatico ed è nominato assistente del direttore del teatro di corte. Nel 1754, con la nomina a direttore generale degli spettacoli teatrali (Generalspektakeldirektor), intraprende una riforma dei teatri imperiali.
Introduce a Vienna l'opéra-comique, è in contatto con Favart a Parigi; sostiene la riforma dell'opera seria, invita a Vienna Tommaso Traetta, appoggia Christoph Willibald Gluck e ne favorisce l'incontro con Ranieri de' Calzabigi. Da tale incontro nel 1762 nascerà l'Orfeo ed Euridice di Gluck, opera fortemente voluta dal conte Durazzo, che rappresenta una svolta in senso riformista. Appoggia anche la riforma del balletto offrendo a Gasparo Angiolini la possibilità di applicare le sue teorie innovative sulla danza-pantomima con Don Juan ou Le Festin de pierre del 1761. Favorisce l'attività di Joseph Felix von Kurz (Bernardon) nel teatro tedesco.
La reazione degli avversari alle sue riforme lo costringe alle dimissioni nel 1764. Ritorna all'attività diplomatica come ambasciatore imperiale a Venezia. Nella città lagunare il conte si dedica al collezionismo di stampe. Si deve a lui, infatti, con l'appoggio di Alberto di Sassonia, genero dell'imperatrice Maria Teresa, la creazione della Collezione Albertina di Vienna.
Giacomo Durazzo fece parte della Massoneria, fu membro della loggia di Vienna Aux Trois Canons.
Parte della sua vasta biblioteca musicale si trova ora alla Biblioteca nazionale di Torino, nei Fondi Mauro Foà e Renzo Giordano che comprendono anche la più importante raccolta di partiture manoscritte autografe di Antonio Vivaldi esistente al mondo.